# Sony DSR-PD170P
Масовна употреба Sony DSR-PD150P камере и жеља корисника за бољим и квалитетнијим видео записом довела је до тога да компанија Сони 2004. године на тржиште избаци камеру Sony DSR-PD170P, међу корисницима познатију као ”170-ица”. DSR-PD170P камкордер појавио се као директна конкуренција Canon XL1s и XL2, као и Panasonic AG-DVX100 камери.
Квалитет слике и велика поузданост у раду кључне су ствари које су довеле до тога да DSR-PD150P постигне велики успех од свог лансирања 2000. године. Модел DSR-PD170P као наследник базиран је управо на овом успеху, уз побољшане аудио и видео перформансе, као и уз побољшање ергономичности и лакоће коришћења. Специјално је развијен како би одговорио на захтеве корисника.
DSR-PD170P комбинује DVCAM технологију снимања и репродукције материјала, три CCD сензора величине 1/3 инча, монтажу базирану на коришћењу рачунара, професионални звук и уграђене ефекте. Захваљујући лакоћи управљања, ниској цени и компатибилности са широком палетом Сони-јевих производа, реализација ЕНГ снимања, директних преноса, документарни филмови постала је много лакша и доступнија великом броју корисника широм света.

### Спецификација
| Опис                        | Карактеристика                                                     |
| --------------------------- | ------------------------------------------------------------------ |
| Формат                      | Mini DV и DVCAM                                                    |
| Објектив                    | F/1.6-2.4; fl=6 mm to 72 mm; 12x оптички зум; 58mm пречник филтера |
| Сензор                      | 3 x 1/3-инча CCD                                                   |
| Визир                       | у боји (180K пиксела)                                              |
| LCD дисплеј                 | 2.5-инча у боји                                                    |
| Изоштравање                 | аутоматски, ручно                                                  |
| Стабилизација слике         | оптичка                                                            |
| Експозиција                 | аутоматски, рулно                                                  |
| Минимална брзина затварача  | 1/4                                                                |
| Максимална брзина затварача | 1/10,000                                                           |
| Бленда                      | аутоматски, ручно                                                  |
| Електронски Gain            | +18dB                                                              |
| НД Филтер                   | да (2)                                                             |
| Зебра                       | Да (70%, 100%)                                                     |
| Бели баланс                 | аутоматски, ручно, пресет                                          |
| Звук                        | 12-bit (подразумевано), 16-bit                                     |
| Аудио Gain                  | аутоматски, ручно                                                  |
| Микрофонски улаз            | XLR (x 2), 48V DC фантомско напајање                               |
| Излаз за слушалице          | мини стерео џек                                                    |
| Улази                       | FireWire, S-video, композитни                                      |
| Излази                      | FireWire, S-video, композитни                                      |
| Димензије (w x h x d)       | 125 x 180 x 405 mm                                                 |
| Тежина                      | 1.5 kg                                                             |

### Дизајн
Sony DSR-PD170P је ралативно мала али издржљива камеера, поготово када се пореди са Canon конкурентима. Камера је конструисана тако да је тежиште померено ка сочиву, поготово када се користи широкоугаони адаптер. Најчешће коришћене опције, као што је контрола аудио нивоа, белог баланса, бленде, смештене су са задње стране у виду тастера, што спречава компликована подешавања кроз мени. Камера поседује могућност даљинског контролисања тако да се све операције могу извести без додира са камером. DSR-PD170P снима у два мода DV и DVCAM.

### Оптика
Камера поседује објектив који има оптички зум до 12х. Команде за зум смештене су изнад простора за убацивање траке, као и са горње стране носача, а додат је и зум прстен, иза прстена за изоштравање на самом објективу. Контрола брзине зума је веома добро одрађена, уз могућа фина подешавања.
Изоштравање код DSR-PD170P камере је брзо и прецизно, без обзира да ли се ради у аутоматском или ручном режиму. Аутоматско изоштравање је поуздано чак и у условима лошег осветљења или великог контраста. Објектив постиже висок квалитет слика уз квалитетну оптичку стабилизацију слике. 

### Звук
Двоканални XLR прикључак на PD170 омогућава корисницима да одаберу да ли желе линијски, микрофонски, или микрофонски улаз са фантомским напајањем. Држач за постојећи микрофон је добро позициониран, али каблови који воде од камере до микрофона понекад могу да засметају. 
Квалитет звука са микрофона који иде уз камеру је одличан, са врло малом количином шума. Квалитет звука је још бољи када се користи екстерни микрофон који се поставља ближе субјекту који се снима. Аутоматска Gain контрола је брза и често веома прецизна, али је наравно доступна и мануелна контрола. Мерачи на дисплеју чине праћење јачине звука веома једноставним, али само подешавање јачине захтева да се притисне одређено дугме и тако регулише јачина. Пошто нема једног дугмета које контролише јачину звука на оба канала која се снимају, неопходно је додатно притиснути дугме како би се регулисала јачина и на другом каналу.

### Квалитет слике
PD170 користи максимални могући динамички распон и број боја из DV формата. Боје су фино засићене и сасвим прецизно рендероване. Чак и у условима лошег осветљења, боје и контраст остају богати и прецизни, пружајући изузетан динамички распон са веома мало шума, чак и када је гаин на максимуму (up to +18dB).

Аутоматски бели баланс је прилично добар, али се дешава да се превари у просторијама са различитим температурама боје.Sony је омогућио лако ручно балансирање, које је штета не искористити. Експозицију је могуће контролисати ручно и аутоматски. Бленда и брзина затварача имају раздвојене контроле, одрећене точкићима. Камера омогућава кориснику да ручно контролише бленду или експозицију остављајући да камера аутоматски коригује остале параметре. 

## Похвале корисника
- Одличан квалитет слике за камеру која није HD.
- XLR конектори.
- Компактна величина са одличном тежином за снимање из руке
- Одлична у условима слабог светла
- Професионални изглед[3]